# Jairus Lyles
Jairus Lyles (Silver Spring, 6 luglio 1995) è un ex cestista statunitense.